# Comuna Cernelivka, Krasîliv
Cernelivka (în ucraineană Чернелівка) este o comună în raionul Krasîliv, regiunea Hmelnîțkîi, Ucraina, formată din satele Cernelivka (reședința), Dubîna, Monciînți, Monkî, Pîlîpî și Sorokodubî.

## Demografie
Componența lingvistică a comunei Cernelivka
     Ucraineană (98,6%)
     Rusă (1,18%)
Conform recensământului din 2001, majoritatea populației comunei Cernelivka era vorbitoare de ucraineană (98,6%), existând în minoritate și vorbitori de rusă (1,18%).